# Nîjnii Duboveț, Teceu
Nîjnii Duboveț (în ucraineană Нижній Дубовець) este un sat în așezarea urbană Dubove din raionul Teceu, regiunea Transcarpatia, Ucraina.

## Demografie
Componența lingvistică a localității Nîjnii Duboveț
     Ucraineană (98,39%)
     Rusă (1,61%)
Conform recensământului din 2001, majoritatea populației localității Nîjnii Duboveț era vorbitoare de ucraineană (98,39%), existând în minoritate și vorbitori de rusă (1,61%).